# Лабазов, Михаил Эдгарович
Михаи́л Эдгарович Лаба́зов (род. 5 июля 1961, Москва) — советский и российский архитектор, художник. Сооснователь (1987, с Андреем Савиным, Владимиром Тюриным и Андреем Чельцовым) художественной группы «Арт-Бля». Один из основоположников направления «бумажная архитектура» и российского паблик-арта. Сооснователь (1994, с Андреем Савиным и Андреем Чельцовым) архитектурного бюро «А-Б студия». Преподаватель Московского архитектурного института (1994—2016), Школы дизайна Национального исследовательского университета «Высшая школа экономики» (2016—2022), Архитектурной школы МАРШ (с 2022). Доцент Московского архитектурного института. Член Союза архитекторов России (с 1989).

## Биография
Михаил Лабазов родился в 1961 году в Москве. В 1985 году окончил Московский архитектурный институт (МАРХИ). С 1985 года по 1988 год работал в «Моспромпроект», «Моспроект-2». В 1988—1992 годах — во Всесоюзном научно-исследовательском институте теории архитектуры и градостроительства (ВНИИТАГ).
Ещё в студенческие годы стал участником выставок бумажных архитекторов — неформальной группировки молодых архитекторов (преимущественно выпускников Московского архитектурного института) 1980-х годов, включающей более 10 творческих коллективов и 50 авторов.
В 1986 году организовал детскую студию «ДЭЗ № 5», из	стен которой вышло	не	одно	поколение молодых художников, архитекторов, дизайнеров. В 1987 году вместе с Андреем Савиным, Владимиром Тюриным и Андреем Чельцовым основал художественную группу «Арт-Бля». В 1994 году вместе с Андреем Савиным и Андреем Чельцовым создал архитектурное бюро «А-Б студия».
Теоретик архитектуры, архитектурный критик Сергей Ситар пишет о творчестве Михаила Лабазова и его соратников:

«… группа Михаила Лабазова, Андрея Савина и Андрея Чельцова отмечает собой высшую точку, кульминацию движения к творческому раскрепощению и творческой автономии, которое последовательно нарастало в позднем СССР, пришло к этой высшей точке в годы Перестройки, а затем стало постепенно, но неуклонно угасать. Вещи Арт-Бля в этом смысле — это… [творчество] перехода, зияния, разрыва между двумя эпохами и двумя социальными формациями. В середине 1980-х, в момент образования группы, её основатели были увлечены вырвавшимся из этого исторического разлома потоком творческого становления, который держит их до сих пор».

«…на российской архитектурной сцене Арт-Бля оказались едва ли не единственными настоящими нон-конформистами, сохранившими живую связь с изначальным этосом современного искусства — этосом революционного или пророческого авангарда».

«… то, что порождают и утверждают своим существованием… проекты Арт-Бля — это вовсе не дженковское неисчерпаемое изобилие семантических значений, предназначенных для самодовольного культурного потребления-считывания, — это, наоборот, принципиальная избыточность, неподотчетность и трансцендентность… формы по отношению к любому возможному горизонту коммуникации и смысла. … глубинное устремление такой практики состоит в высвобождении творчества — искусства и архитектуры — из смирительной рубашки системы социальных отношений…».

## Работы находятся в собраниях
Государственного Русского музея, Санкт-Петербург

Государственной Третьяковской галереи (Москва)

Государственного музея архитектуры им. А. В. Щусева, Москва

Государственного музея изобразительных искусств им. А. С. Пушкина, Москва

Музея современного искусства, Нью-Йорк, 

Центра Жоржа Помпиду, Париж

## Выставки

### Персональные выставки
Арт-инсталляции

(в составе художественной группы «Арт-Бля»)

- 1991 Одноразовая архитектура. Галерея NEMO, Эккернфёрде
- 1991 Деревянная башня / Памятник архитектору. Галерея NEMO, Эккернфёрде
- 1991—1992 Одноразовое искусство[5]. Галерея «А-3», Москва
- 1992 МЖ. Театр на Сивцевом Вражке[5], Москва
- 1993 Кунсткамера[5]. Галерея «А-3», Москва
- 1993 Одноразовое искусство I. Галерея гостиницы «Метрополь», Ресторан «Театро», Москва
- 1993 Одноразовое искусство II. Галерея гостиницы «Метрополь», Москва
- 1995 Неоновая башня[5]. Экспоцентр, Москва
- 1998 Внутренние состояния. Культурно-исторический центр, Красноярск
- 1998 Ублюдки в доме[5]. Культурный центр «Дом», Москва
- 1999 Визуальная ихтиология[6][7]. Сургутский художественный музей, Сургут / Культурный центр «Дом», Москва
- 2007 Арт-Бля — 30. Центр дизайна Artplay, Москва

Выставки проекта «Светлые»
- 2018 Светлые. Галерея «Перелётный кабак», Москва
- 2020 Мечты коллекционера. Галерея «In artibus», Москва
- 2020 Repetito est mater studiorum. Maxim Boxer Gallery в выставочном пространстве Cube.Moscow, Москва
- 2021 Антология бедного в изобразительном искусстве и дизайне. Диалог России и Италии. Галерея «Эритаж», Москва

### Коллективные выставки (выборочно)
Арт-инсталляции

(в составе художественной группы «Арт-Бля»)

- 1989—1990 Стеклянная башня[5]. Центральный дом художника, Москва
- 1990 Монумент 200-летию г. Котка[5]. RADAR International Art Exhibition in the city of Kotka. Котка
- 1990 Одноразовое искусство. I Московская международная художественная ярмарка АРТ-МИФ. Центральный дом художника, Москва
- 1992 НаСТОЛящее искусство. Фестиваль московских галерей, АРТ-МИФ. Причал у Киевского вокзала и корабль «Cotton Club», Москва
- 1992 Пространство общения[5]. Ostsee-Bienalle. Kunsthalle Rostock, Росток
- 1992 Павший солдат. Выставка «Баталия и Идиллия». Галерея «Велта», Москва
- 1993 Сфинкс[5]. Фестиваль «Новые территории искусства». Культурно-исторический центр, Красноярск
- 1993 Военная помощь «Арт-Бля» Литве. Фестиваль современных искусств. Дворец искусств, Вильнюс
- 1997 Прозревший музей[5]. II Красноярская музейная биеннале «Открытый музей: Urbi et orbi». Культурно-исторический центр, Красноярск
- 2007—2008 РодДом. Выставка «Роддом». Галерея ВХУТЕМАС, Москва — Chiesa di San Stae, Венеция
- 2008 Полиэтиленовая башня. Выставка «Персимфанс», Первая московская биеннале архитектуры. Государственный музей архитектуры им. А. В. Щусева, Москва
- 2010 Колокольня (артобъект). Международный Канский видеофестиваль. Канск, Красноярский край

Выставки «бумажной архитектуры»

- 1984 Бумажная архитектура. Редакция журнала «Юность», Москва
- 1985 Выставка молодых архитекторов. Международный фестиваль молодёжи и студентов. Центральный дом художника, Москва
- 1987—1989 Советская архитектура 1917—1987. Государственный музей архитектуры им. А. В. Щусева, Москва / Arkkitehtuurimuseo, Хельсинки / Arkitekturmuseet, Стокгольм / Beurs van Berlage, Амстердам
- 1990—1991 Бумажная архитектура. Новые проекты из СССР. Architekturforum, Цюрих / List Visual Arts Center, Массачусетский университет, Кембридж / Contemporary Arts Center, Новый Орлеан / Huntington Gallery, Остин / Fine Arts Center, Амхерст
- 1994 Фабрика утопий. Русская визионерская архитектура XX века. Государственный музей архитектуры им. А. В. Щусева, Москва
- 1996—2000 Русская утопия. Депозитарий. Павильон России, VI Венецианская архитектурная биеннале / Nederlands Architectuurinstituut NAi, Роттердам / Государственный музей архитектуры им. А. В. Щусева, Москва / Музейно-выставочный Центр, Волгоград / Государственный Русский музей, Санкт-Петербург
- 2009 Бумажная архитектура. Мавзолей. Государственная Третьяковская галерея, Москва
- 2015 Бумажная архитектура. Конец истории. Государственный музей изобразительных искусств имени А. С. Пушкина, Москва
- 2017 КОЛЛЕКЦИЯ+. Centre Pompidou, Париж

## Избранные постройки
(в составе архитектурного бюро «А-Б студия»)

- 1998 Загородный жилой дом «Дом Горячева»[8], Московская область
- 2000 Загородный жилом дом «Плавдом», Московская область
- 2002 Загородный жилой дом «Дом-морковь»[5], Московская область
- 2002 Музей плавсредств, Московская область
- 2003 Жилой дом «Стольник»[8], Москва
- 2006 Загородный жилой дом «Блины»[9], Московская область
- 2007 Загородный жилой дом «Жёлтый дом», Московская область
- 2011 Московская школа управления «Сколково», Московская область
- 2016 Жилой комплекс «Садовые кварталы» (квартал 4, корпус 4.5 «Дом-валенок»[5]), Москва
- 2016 Загородный жилой дом «Зелёная гора»[5] в посёлке «Сосны», Московская область